# KAGRA
De  Kamioka Gravitational Wave Detector (KAGRA) is een grote interferometer ontworpen voor het detecteren van zwaartekrachtgolven. KAGRA is een Michelson-interferometer die geïsoleerd is van externe verstoringen: de spiegels en instrumenten zijn opgehangen en de laserstraal is in een vacuüm. De armen van de detector zijn drie kilometer lang en bevinden zich ondergronds dicht bij de Kamioka-sectie van de stad Hida in de Gifu-prefectuur in Japan.